# Lewuoguru Idanoi
Lewuoguru Idanoi is een bestuurslaag in het regentschap Gunungsitoli van de provincie Noord-Sumatra, Indonesië. Lewuoguru Idanoi telt 842 inwoners (volkstelling 2010).